# 伯特拉姆 (加利福尼亞州)
伯特拉姆（英語：Bertram）是位於美國加利福尼亞州因皮里爾縣的一個非建制地區。該地的面積和人口皆未知。

## 地理
伯特拉姆的座標為33°22′42″N 114°47′00″W / 33.37833°N 114.78333°W，而該地的平均海拔高度為-57米（即-187英尺）。